# Follow the Leader
Follow the Leader je tretji album skupine Korn izdan 18. avgusta 1998. Velja za njihov prelomen album, saj je prvi dosegel večjo mainstream popularnost.
Na albumu gostuje več vokalov: Ice Cube za pesem »Children of the Korn«, Tre Hardson iz skupine Pharcyde v pesmi »Cameltosis« in Fred Durst iz Limp Bizkit v pesmi »All In The Family«. Igralec Cheech Marin poje vokale v skriti pesmi »Earache My Eye«, ki je priredba pesmi iz filma Up In Smoke, drugi člani skupine pa si za to pesem menjajo instrumente.
Album se začne po 12 pesmih tišine s 13. pesmijo, ker se je skupini zdelo, da bi prinašalo nesrečo, če bi na albumu bilo točno 13 pesmi.

## Seznam pesmi
1. »It's On«
2. »Freak On A Leash«
3. »Got The Life«
4. »Dead Bodies Everywhere«
5. »Children Of The Korn«
6. »B.B.K.«
7. »Pretty«
8. »All In The Family«
9. »Reclaim My Place«
10. »Justin«
11. »Seed«
12. »Cameltosis«
13. »My Gift To You«

- - »Earache My Eye« - skrita pesem

## Galsbeni videi z albuma
- Got The Life
- Freak on a Leash

## Uvrstitve singlov na lestvicah
```
1998  Follow The Leader     The Billboard 200             No. 1
1998  Follow The Leader     Top Canadian Albums           No. 1
1998  Got The Life          Modern Rock Tracks            No. 17
1998  Got The Life          Mainstream Rock Tracks        No. 15
1999  Freak On A Leash      Mainstream Rock Tracks        No. 10
1999  Freak On A Leash      Modern Rock Tracks            No. 6
```